# Gran Premio di superbike dell'Osterreichring 1991
Il Gran Premio di Superbike dell'Osterreichring 1991 è stata la quinta prova di tredici del campionato mondiale Superbike 1991, è stato disputato il 30 giugno sul circuito dell'Österreichring e ha visto la vittoria di Stéphane Mertens  in gara 1, mentre la gara 2 è stata vinta da Doug Polen.

## Risultati

### Gara 1

#### Arrivati al traguardo[3]
| Pos. | Nº | Pilota             | Motocicletta | Tempo     | Griglia | Punti |
| ---- | -- | ------------------ | ------------ | --------- | ------- | ----- |
| 1º   | 3  | Stéphane Mertens   | Ducati       | 34:07.905 | 2º      | 20    |
| 2º   | 23 | Doug Polen         | Ducati       | +0:00.270 | 1º      | 17    |
| 3º   | 1  | Raymond Roche      | Ducati       | +0:00.940 | 5º      | 15    |
| 4º   | 4  | Robert Phillis     | Kawasaki     | +0:01.198 | 8º      | 13    |
| 5º   | 25 | Davide Tardozzi    | Ducati       | +0:15.892 | 3º      | 11    |
| 6º   | 7  | Terry Rymer        | Yamaha       | +0:16.095 | 11º     | 10    |
| 7º   | 17 | Udo Mark           | Yamaha       | +0:34.893 | 10º     | 9     |
| 8º   | 27 | Fred Merkel        | Honda        | +0:35.065 | 6º      | 8     |
| 9º   | 10 | Jari Suhonen       | Yamaha       | +0:40.307 | 17º     | 7     |
| 10º  | 99 | Jean-Yves Mounier  | Yamaha       | +0:40.565 | 15º     | 6     |
| 11º  | 24 | Jeffry de Vries    | Yamaha       | +0:40.826 | 7º      | 5     |
| 12º  | 48 | Daniel Amatriaín   | Honda        | +0:41.023 | 21º     | 4     |
| 13º  | 83 | Fabrizio Furlan    | Honda        | +0:41.498 | 18º     | 3     |
| 14º  | 74 | Bruno Bammert      | Yamaha       | +0:47.360 | 16º     | 2     |
| 15º  | 35 | Peter Rubatto      | Yamaha       | +0:50.567 | 12º     | 1     |
| 16º  | 58 | Luis Carlos Maurel | Yamaha       | +0:54.132 | 14º     |       |
| 17º  | 30 | Juan López Mella   | Honda        | +1:01.708 | 26º     |       |
| 18º  | 44 | Stefan Klabacher   | Honda        | +1:02.885 | 25º     |       |
| 19º  | 36 | Anton Heiler       | Yamaha       | +1:03.183 | 24º     |       |
| 20º  | 32 | René Delaby        | Honda        | +1:03.380 | 29º     |       |
| 21º  | 41 | Steve Manley       | Yamaha       | +1:24.531 | 32º     |       |
| 22º  | 51 | Bruno Bonhuil      | Yamaha       | +1:27.146 | 28º     |       |
| 23º  | 34 | Massimo Meregalli  | Yamaha       | +1:28.059 | 36º     |       |
| 24º  | 49 | Andreas Meklau     | Honda        | +1:28.260 | 33º     |       |
| 25º  | 38 | Aldeo Presciutti   | Kawasaki     | +1:31.717 | 31º     |       |
| 26º  | 45 | Josef Doppler      | Honda        | +1:31.893 | 34º     |       |
| 27º  | 62 | Urs Zwicker        | Yamaha       | +1:41.456 | 37º     |       |
| 28º  | 33 | Árpád Harmati      | Honda        | +1:42.481 | 30º     |       |

#### Ritirati
| Nº | Pilota            | Motocicletta | Giri     | Griglia |
| -- | ----------------- | ------------ | -------- | ------- |
| 2  | Fabrizio Pirovano | Yamaha       | +4 giri  | 9º      |
| 60 | Wolfgang Hambach  | Kawasaki     | +5 giri  | 35º     |
| 71 | Russell Lee Wood  | Bimota       | +6 giri  | 27º     |
| 81 | Karl Truchsess    | Kawasaki     | +7 giri  | 20º     |
| 9  | Giancarlo Falappa | Ducati       | +15 giri | 4º      |
| 42 | Christian Zwedorn | Honda        | +15 giri | 23º     |
| 37 | Andreas Hofmann   | Kawasaki     | +16 giri | 38º     |
| 76 | Sven Seidel       | Suzuki       |          | 19º     |

### Gara 2

#### Arrivati al traguardo[4]
| Pos. | Nº | Pilota            | Motocicletta | Tempo     | Griglia | Punti |
| ---- | -- | ----------------- | ------------ | --------- | ------- | ----- |
| 1º   | 23 | Doug Polen        | Ducati       | 34:10.681 | 1º      | 20    |
| 2º   | 3  | Stéphane Mertens  | Ducati       | +0:00.218 | 2º      | 17    |
| 3º   | 1  | Raymond Roche     | Ducati       | +0:00.423 | 5º      | 15    |
| 4º   | 4  | Robert Phillis    | Kawasaki     | +0:00.610 | 8º      | 13    |
| 5º   | 2  | Fabrizio Pirovano | Yamaha       | +0:10.574 | 9º      | 11    |
| 6º   | 25 | Davide Tardozzi   | Ducati       | +0:27.492 | 3º      | 10    |
| 7º   | 9  | Giancarlo Falappa | Ducati       | +0:27.997 | 4º      | 9     |
| 8º   | 27 | Fred Merkel       | Honda        | +0:28.240 | 6º      | 8     |
| 9º   | 7  | Terry Rymer       | Yamaha       | +0:28.483 | 11º     | 7     |
| 10º  | 17 | Udo Mark          | Yamaha       | +0:28.684 | 10º     | 6     |
| 11º  | 10 | Jari Suhonen      | Yamaha       | +0:35.588 | 17º     | 5     |
| 12º  | 24 | Jeffry de Vries   | Yamaha       | +0:36.267 | 7º      | 4     |
| 13º  | 35 | Peter Rubatto     | Yamaha       | +0:40.755 | 12º     | 3     |
| 14º  | 99 | Jean-Yves Mounier | Yamaha       | +0:40.982 | 15º     | 2     |
| 15º  | 71 | Russell Lee Wood  | Bimota       | +0:45.986 | 27º     | 1     |
| 16º  | 83 | Fabrizio Furlan   | Honda        | +0:46.233 | 18º     |       |
| 17º  | 48 | Daniel Amatriaín  | Honda        | +0:46.455 | 21º     |       |
| 18º  | 74 | Bruno Bammert     | Yamaha       | +0:59.078 | 16º     |       |
| 19º  | 36 | Anton Heiler      | Yamaha       | +1:04.705 | 24º     |       |
| 20º  | 51 | Bruno Bonhuil     | Yamaha       | +1:05.638 | 28º     |       |
| 21º  | 44 | Stefan Klabacher  | Honda        | +1:07.174 | 25º     |       |
| 22º  | 32 | René Delaby       | Honda        | +1:07.361 | 29º     |       |
| 23º  | 41 | Steve Manley      | Yamaha       | +1:32.709 | 32º     |       |
| 24º  | 49 | Andreas Meklau    | Honda        | +1:32.979 | 33º     |       |
| 25º  | 62 | Urs Zwicker       | Yamaha       | +1:50.003 | 37º     |       |

#### Ritirati
| Nº | Pilota             | Motocicletta | Giri     | Griglia |
| -- | ------------------ | ------------ | -------- | ------- |
| 42 | Christian Zwedorn  | Honda        | +1 giro  | 23º     |
| 34 | Massimo Meregalli  | Yamaha       | +4 giri  | 36º     |
| 58 | Luis Carlos Maurel | Yamaha       | +10 giri | 14º     |
| 38 | Aldeo Presciutti   | Kawasaki     | +10 giri | 31º     |
| 45 | Josef Doppler      | Honda        | +14 giri | 34º     |
| 76 | Sven Seidel        | Suzuki       | +15 giri | 19º     |
| 60 | Wolfgang Hambach   | Kawasaki     | +15 giri | 35º     |
| 81 | Karl Truchsess     | Kawasaki     | +16 giri | 20º     |
| 30 | Juan López Mella   | Honda        | +17 giri | 26º     |
| 33 | Árpád Harmati      | Honda        | +17 giri | 30º     |